# 帕科繆
大聖帕科繆（St. Pachomius the Great，約292年—348年5月9日），團體修道生活創始人。出身埃及底比斯，原為马克西米努斯·戴亚部下的士兵，約在312年改信基督宗教。其後，決心以潛修方式落實信仰生活，爾後發現此種生活太不規律，於315-320年間，在埃及中部的底比斯建立基督教第一所修道院，並撰寫團修式修道生活的規則。使有心潛修基督信仰的人在宣誓下一起生活分享，崇拜、工作、飲食、主餐、沉思經文。修道士緊密的組合而成一個團體，產生一種理想的基督教社會觀念與世俗世界、及因妥協而腐化的教會觀念相對照。除了建立男修道院外，帕科繆也鼓勵女性建立類似機構──設立女修道院。終其一生，帕科繆共建立十所修道院。

## 修道制度
帕科繆原為一位軍人，在公元314年左右他選擇了隱居生活，並創立了一種被稱為「群居式」的修道制度。這種制度將隱士們聚集在一起，並加以約束和管理。他是第一位建造修道院建築的人，將所有僧侶的小室統一安排在同一面牆上，並設定每日固定的時間進行祈禱、用餐和工作。
帕科繆一生共興建了九座修道院和兩座女修道院，總計可以容納七千人以上。他所制定的修道戒律成為後世建立修道院的楷模，被東方的聖巴西流和西方的聖本篤所推崇。